# Delihofje

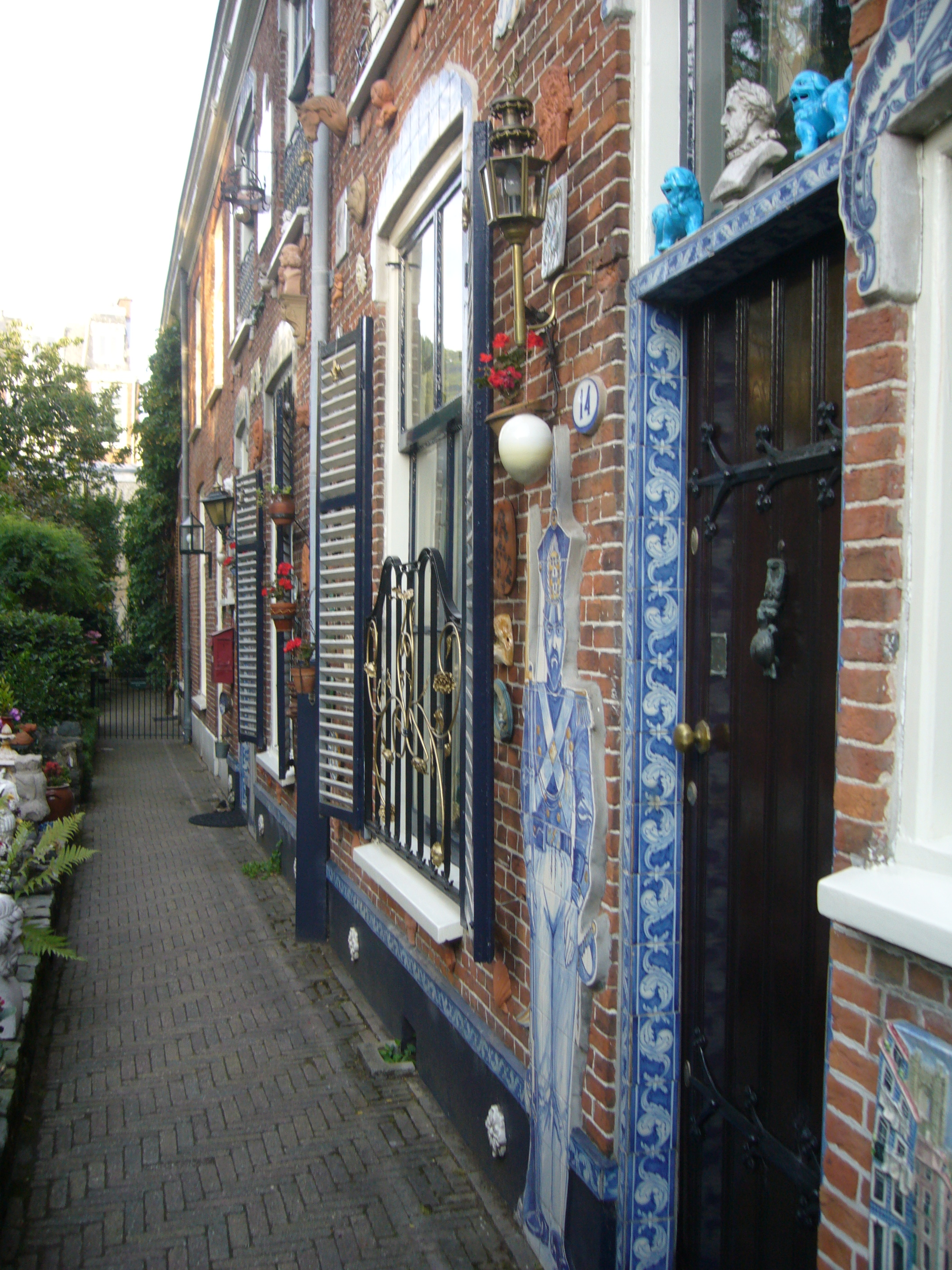
Huizen Delihofje

Het Delihofje in de Archipelbuurt in Den Haag ligt aan de Delistraat 2b-18.
Toen in 1880 de Delistraat werd aangelegd, dempte men een kleine zij-arm van de Koninginnegracht. Aan dat stroompje lag een uitspanning, die toen ook werd afgebroken ten behoeve van de straat die toen werd aangelegd. Parallel erachter kwam in 1891 het hofje, dat gebouwd werd door Govert van der Vliet, timmerman, en Pieter Westbroek, de latere directeur van de Gemeentelijke Plantsoenendienst. Langs de huisjes loopt een bestraat pad, aan de overkant daarvan hebben de bewoners een tuintje.
Het werd gebouwd voor mensen die aan het Hof werkten, zodat het ook wel het Hofje van de Hofhouding werd genoemd.
Wat dit hofje van andere hofjes onderscheidt zijn de blauwe Portugese tegels, die een deel van de huizen sieren. De eigenaar werkte bij Focke & Meltzer, en had zo de nodige contacten.